# 什社乡
什社乡，是中华人民共和国甘肃省庆阳市西峰区下辖的一个乡镇级行政单位。

## 行政区划
什社乡下辖以下地区：
什丰村、贺塬村、庆丰村、李岭村、新兴村、塔头村、新庄村、永丰村、任岭村和文安村。